# 장백지
장백지(중국어: 張柏芝 장바이즈[*], 영어: Cecilia Cheung 세실리아 청[*], 1980년 5월 24일 ~ )는 홍콩 출신의 중국의 영화배우이다. 2001년에는 대한민국의 영화 파이란의 주연으로 출연하기도 했다. 2006년 동갑내기인 영화배우 사정봉과 결혼했으나, 2011년 이혼했다.

## 경력
- 1998년 데뷔
- 1998년 레몬음료 CF

### 음반
- 2001년 전신경험신곡 정선(全新經驗新曲 精選)
- 2000년 Destination

### 수상
- 2000년 홍콩금상장 신인상

### 영화 출연
- 촉산전
- 소림축구
- 천방지축 - 백옥당 역
- 발렌타인 데이
- 희극지왕
- 파이란
- 위험한 관계

## 사건
2008년 1월 나체사진 및 진관희와의 성관계 장면이 인터넷에 유출되어 화제가 되기도 했다. 장백지는 성명서를 발표, 사진이 합성사진이라 주장하며 관련사실을 부인했다. 그 외 합성사진이라는 주장도 나왔으나, 합성이 아닌 실제 사진으로 밝혀지기도 했다. 장백지는 이 일로 중국 경찰에 수사를 의뢰하기도 했다.

### 논란
- 영화 파이란 촬영 당시 열악한 촬영환경 탓에 장바이즈는 삼합회출신 아버지에게 전화해 펑펑 울며 고자질을 했고, 이에 최민식 뿐 아니라 한국의 모든 촬영 스태프들이 긴장을 놓을 수 없었다고 전했다.[8]

## 같이 보기
- 사정봉
- 진관희
- 중신퉁(종흔동)